# Raphaël Antonetti
Pour les articles homonymes, voir Antonetti.
Raphaël Valentin Marius Antonetti, né le 7 décembre 1872 à Marseille, mort le 7 avril 1938 à Paris,  est un administrateur colonial français.

## Biographie
Administrateur colonial de carrière, il fut gouverneur du Dahomey en 1909 et 1911, gouverneur du Sénégal de 1914 à 1917, remplacé par Fernand Lévecque, et gouverneur de Côte d'Ivoire de 1918 à 1924, où il succéda à Gabriel Angoulvant et où il sera remplacé par Maurice Lapalud.
En 1924, en remplacement de Victor Augagneur, il est nommé gouverneur général de l'Afrique-Équatoriale française, poste qu'il occupe jusqu'à sa retraite en 1934. A ce titre, il s'implique en particulier dans le chantier du chemin de fer Brazzaville-Pointe-Noire, démarré par son prédécesseur, et qu'il nomme "Congo-Océan". 
L'inhumanité des conditions de travail et de vie des ouvriers provoque l'indignation d'André Gide et d'Albert Londres et déclenche la guerre du Congo-Wara.

## Décorations
- Commandeur de la Légion d'honneur (19 janvier 1926)
  -  Officier de la Légion d'honneur (20 octobre 1920)
  -  Chevalier de la Légion d'honneur (24 juillet 1912)
- Officier de l'Instruction publique
- Médaille coloniale
- Médaille d'honneur des épidémies, or
- Commandeur de l'Ordre de l'Étoile noire